# كودي أندروز (لاعب كرة قدم)
كودي أندروز (بالإنجليزية: Coady Andrews)‏ هو لاعب كرة قدم أمريكي، ولد في 31 يناير 1989 في شاوني في الولايات المتحدة. لعب مع اوكلاهوما سيتي أنرجي.

## وصلات خارجية
- كودي اندروز على موقع قاعدة بيانات كرة القدم.إي يو (الإنجليزية)